# Sylvia Bermann
Sylvia Bermann (Córdoba, 1922 - ibídem, 17 de septiembre de 2012) fue una psiquiatra, sanitarista, ensayista y montonera argentina.

## Trayectoria
Su padre, Gregorio Bermann (Buenos Aires, 1894 - Córdoba, 1972), provenía de una familia de judíos rusos, que llegaron a Buenos Aires (Argentina) a fines del siglo XIX. Fue dirigente de la primera etapa de la Reforma universitaria de 1918. Fue presidente de la FUBA, antes de que existiera la FUA. Se casó con la profesora socialista bonaerense Leonilda Barrancos (prima hermana de Arístides Barrancos), de una familia de estancieros de Chivilcoy (provincia de Buenos Aires). Tuvieron tres hijos: Sylvia, Daniel Gregorio (fallecido trágicamente al año y medio de edad) y Claudio Santiago (psicoanalista, que se radicaría en Barcelona).
En 1921 se mudaron a Córdoba porque su padre daría clases en la Universidad Nacional de Córdoba. Era psiquiatra, con varios libros, publicaciones, trabajos editados. Creó, organizó y condujo una brigada médica argentina que fue a colaborar con los republicanos en la Guerra civil española, en el frente de Madrid, hasta fines de 1938. Su padre, junto a Ezequiel Martínez Estrada, paciente suyo, estuvieron con Mao Tse Tung en la celebración de los 20 años de la Revolución china de 1949, invitados especialmente.
Bermann se crio en una familia donde el compromiso político y social era cotidiano, donde se hablaba permanentemente de política y se promovían valores socialistas. Sus padres se separaron, y cuando el Frente Popular ganó en Chile, su madre decidió irse a trabajar a ese país. En Santiago, conviviendo con su madre, inició la carrera de Medicina en la Universidad de Chile.
En esa época se incorporó a la militancia política directa en la FJS (Federación Juvenil Socialista) en Santiago. En esa época. Salvador Allende era ministro de Salud, y era muy amigo de su madre y de ella. En 1943 su padre fue detenido en la ciudad de Córdoba, y encarcelado en la Cárcel de Devoto (en Buenos Aires). Bermann ―que estaba cursando tercer año de Medicina― decidió volver. Lo visitaba en la cárcel y le llevaba de comer en unas valijas. Finalmente fue liberado cuando sucedió el terremoto de San Juan (15 de enero de 1944).
Ambos volvieron a Córdoba con la intención de que Bermann retomase tercer año de medicina. Pero el rector de la Universidad Nacional de Córdoba era León S. Morra, un psiquiatra muy reaccionario, enemigo enconado de su padre ―y uno de los responsables de su detención―, y no la quiso admitir en la Universidad. Entonces Bermann se mudó a la Universidad Nacional de La Plata, donde hizo todo tercer año. Morra fue echado de la universidad de Córdoba, por lo que Bermann pudo volver a su casa paterna para completar la carrera. En esos años fue secretaria general de la FUC (Federación Universitaria de Córdoba) y directora del periódico de esa organización. Se recibió de médica psiquiatra.
Fue profesora universitaria de Psiquiatría en la Universidad de La Plata y de Buenos Aires. Obtuvo un posgrado en Salud Pública y Salud Mental en la Universidad de Harvard,
Durante veinte años fue la directora del Servicio de Psicopatología del policlínico Finochietto (en Avellaneda, al sur del Gran Buenos Aires). Enseñó Psiquiatría en la Universidad Autónoma Metropolitana-Xochimilco (México).
Tuvo dos hijas: Irene (1954-1977) y Nora.
Hacia 1972, Bermann ―de 50 años de edad― se incorporó al grupo guerrillero Montoneros. Trabajaba entonces en centros de salud mental, en Buenos Aires. En 1976 ―junto con Gervasio Paz, Valentín Barenblit, Vicente Galli y Dicky Grimson, entre otros― formó parte de la comisión directiva de la Federación Argentina de Psiquiatría (FAP), de la que fue elegida presidenta antes del golpe militar de 1976.
También era montonera su hija, Irene Laura Torrents, estudiante en la Facultad de Ciencias Exactas de la Universidad de Buenos Aires. El 13 de noviembre de 1976 ―a los 22 años de edad― Irene fue secuestrada por la dictadura de Videla, junto a su hijo Martín de 8 meses. Permaneció detenida en la ESMA. Su hijo le fue quitado durante su desaparición (y Bermann lo recuperó). Irene fue arrojada viva al Río de la Plata en los Vuelos de la muerte. Su cuerpo nunca fue recuperado.
En la noche del 12 de noviembre de 1976, su casa fue desvalijada y casi destrozada por un grupo de tareas. No pudo volver a su casa, tuvo que abandonar todo lo que tenía y escaparse por tierra con su nieto Martín con un nombre falso, como su propio hijo, a través de Puerto Iguazú (provincia de Misiones) hacia Foz de Iguazú (Brasil). En Brasil la esperaba su exesposo. Muchos compañeros exiliados en México le decían que emigrara para allá y eso hizo, junto a su nieto y su otra hija Norah.
En su exilio en México D. F., fue secretaria de organización de la Rama de Profesionales, Intelectuales y Artistas del MPM (Movimiento Peronista Montonero). Integró el Consejo Superior de Montoneros en el exilio. Habían constituido un grupo, incluso disponían de una casa pública, un local del MPM en la capital. Trabajaban y militaban ahí, junto a Miguel Bonasso, Juan Gelman y muchos compañeros más. Trabajaban mucho, denunciando los crímenes de lesa humanidad de la dictadura de Videla. En un momento Sylvia decidió volver al país y sus compañeros se lo impidieron.
Estando en México desarrolló fuertes disidencias con Mario Firmenich ―jefe de Montoneros― y los demás de la cúpula. Plantearon esas diferencias en Managua (capital de Nicaragua), para cuando ellos decidieron la aventura de la «contraofensiva» en una reunión de la conducción donde viajaron a participar y fueron recibidos con total frialdad por «el Pepe» (seudónimo de Firmenich) y otros. Ahí declararon abiertamente sus críticas. Fueron desautorizados, por lo que rompieron con Montoneros.
En México a través del grupo de Trabajadores Argentinos de la Salud Mental denunció la aplicación de torturas y «de los más variados métodos de destrucción, a nivel psicológico, de presos legales e ilegales» por parte de la dictadura de Videla. En 1979 integró la brigada sanitaria «Adriana Haidar» de Montoneros, que prestó apoyo asistencial al pueblo nicaragüense en los tramos finales de la lucha sandinista. En México conformó una brigada sanitaria asistencial para colaborar con los sandinistas y posteriormente dirigió el Equipo de Salud Mental México-Nicaragua con Marie Langer ―psicóloga austríaca exiliada del nazismo, fundadora de la Asociación Psicoanalítica Argentina e impulsora de un psicoanálisis comprometido con la izquierda, y que también había sido perseguida por la Triple A y se exilió en México― y Nacho Maldonado.

Los nicaragüenses eran muy activos, muy dinámicos, pero muy desorganizados. Así que estuvimos asesorando, organizando el trabajo en hospitales y comunidades de Managua e inmediaciones, con psiquiatras y psicólogos nicaragüenses. Fue muy valioso y reconocido todo un trabajo que hicimos con niños. Construimos un muy buen vínculo. También, lamentablemente, pudimos observar toda la «Contra» y la infiltración estadounidense en la misma sociedad nicaraguënse, desarrollando una reacción contrarrevolucionaria que desencadenó la derrota. Nos impusieron una guerra interna infame, que el propio sandinismo no tuvo capacidad de neutralizar. Pero el tiempo y la experiencia que vivimos junto a ese pueblo es inolvidable.

En el seno de la conducción montonera tuvo un enfrentamiento con Rodolfo El Loco Galimberti (1947-2002). Sylvia lo denunció en una reunión del Consejo en México, pues tenía pruebas de que usaba los dineros de la organización para seducir jovencitas.

No todo son rosas. Nuestro movimiento es una suerte de confederación político-ideológica donde coexisten como pueden historias personales muy distintas. Y a veces es difícil evitar la colisión. Aquí en México, por ejemplo, hay dos miembros del Consejo Superior que se odian cordialmente: Silvia Berman y Rodolfo Galimberti. Silvia detesta el estilo flamboyante y condotiero del Loco, le siente un tufillo fascistoide que viene de sus años de Tacuara y piensa que en el fondo es un lumpen y un amoral. El Loco, por su parte, la ve como a la clásica psicoanalista judía, más cercana al liberalismo de izquierda que al nacionalismo revolucionario. Hasta ahora sus diferencias habían estado contenidas por la sacrosanta unidad, pero el otra día estallaron a raíz de una denuncia escrita contra Galimberti que le dejaron a Silvia. La denuncia fue formulada por un tipo de la colonia, uno de esos miles de argentinos que marcharon por su cuenta al destierro y que para el Partido son una manga de quebrados. Este «compañero» (según Silvia), «babosa» (según el Loco), acusa a Galimberti de haber seducido a una chica de quince años (muy cercana familiarmente al denunciante), regalándole ropa costosa e invitándola a los mejores restaurantes. El tema llega al Consejo Superior y se realiza una reunión donde Silvia Berman pierde de aquí a la China. Puiggrós, Obregón y yo mismo salimos a defender a Galimberti y a conjurar una crisis importante en el seno del Consejo. Cuando todos se retiran, Galimba me lo agradece con su clásico taconeo castrense. Silvia me llama a casa y me dice simplemente: «Algún día me vas a dar la razón».
Miguel Bonasso

Montoneros como organización política colaboró con la Revolución sandinista. En México habían montado un grupo de solidaridad con Nicaragua. Conformaron una brigada sanitaria asistencial, a cargo de Bermann y de Marie Langer. Estuvieron el día del ingreso a Managua, el 19 de julio de 1979. Aterrizaron en un aeropuerto clandestino, cerca de Diriamba, la noche anterior a la toma del poder por el Frente Sandinista. Arribaron con todo el equipo médico para comenzar a trabajar el día siguiente y participaron en la marcha sobre Managua. Durante los siguientes cuatro años se mantuvieron viajando todos los meses entre México y Nicaragua.
En marzo de 1980 se retiró del Consejo Superior del Movimiento Peronista Montonero.
El 10 de abril de 1980, producto de varias discusiones y disidencias internas de militantes montoneros exiliados, especialmente con respecto al militarismo y rechazando la estimación positiva que la conducción nacional realizó sobre los resultados de la contraofensiva, se produce en México una nueva fractura de esta organización, creando una nueva fuerza política cuyo nombre fue M17 (Montoneros 17 de Octubre), que se dio a conocer en una conferencia en México DF, donde presentaron dos documentos explicando las causas de la ruptura. Sin embargo, este grupo tuvo escasa actividad y efímera existencia. Su consejo provisorio estaba integrado por Eduardo Astiz, Gerardo Bavio, Bermann, Miguel Bonasso, René Chaves, Olimpia Díaz de Dri, Jaime Dri, Ernesto Jauretche, Pedro Orgambide, Pablo Ramos, Julio Rodríguez Anido, Susana Sanz y Daniel Vaca Narvaja.
En diciembre de 1983, cuando los militares abandonaron el poder en Argentina, Sylvia Bermann volvió a la ciudad de Córdoba a ejercer su profesión y retornar a la gestión del instituto Gregorio Bermann ―clínica creada por su padre en Córdoba, que había sido administrada por su hermano, el psicoanalista Claudio Bermann, quien en 1977 fue salvado por el secretario de Estado estadounidense Henry Kissinger de ser desaparecido por la dictadura de Videla―. En marzo de 1987, el juez federal Miguel Pons dictó la prisión preventiva de Bermann por «asociación ilícita». Después fue sobreseída por falta de pruebas. En esa época también coordinó un taller multidisciplinario de apoyo a los hijos de desaparecidos.
Su instituto tenía un contrato con el Gobierno nacional para atender pacientes a través del PAMI (Programa de Atención Médica Integral, la obra social de jubilados, que durante el Gobierno de Carlos Menem era manejado por Víctor Alderete), pero ese arreglo se perdió debido a que Bermann se negó a pagar un soborno al funcionario a cargo de las contrataciones.[cita requerida] Debido a la falta de fondos, el edificio de la clínica finalmente fue apropiado por los bancos que le habían otorgado préstamos.
Fue integrante del Centro de Estudios Psicosociales (en Córdoba). Integró el Foro de Buenos Aires por los Derechos Humanos.
Falleció el domingo 16 de septiembre del 2012, en la ciudad de Córdoba, a los 90 años de edad.

Maestra del espíritu, su ecuanimidad política y profunda comprensión del ser humano le permitió entender y proyectar a la práctica el ideal del Hombre Nuevo. Apostó a la utopía montonera, abrió las puertas de su cariñosa casa a todos los perseguidos, organizó la solidaridad en el exilio mexicano, jugó todas sus cartas a la Revolución sandinista y supo soportar con autoridad, con modestia e integridad, la derrota montonera. Y se retiró silenciosamente a su clínica de la ciudad de Córdoba, como si fuera uno cualquiera más, cuando, en verdad, más allá de la ingratitud, era mucho más. Y allí envejeció, se enfermó y murió en la incuria y la sencillez en que terminan los grandes. Inscribirá su nombre en la gloriosa lista de los «malditos». Al borde de su sepulcro fresco, hoy estamos recuperando su ética y sus ideales.
Ernesto Jauretche, compañero montonero